# Oisín

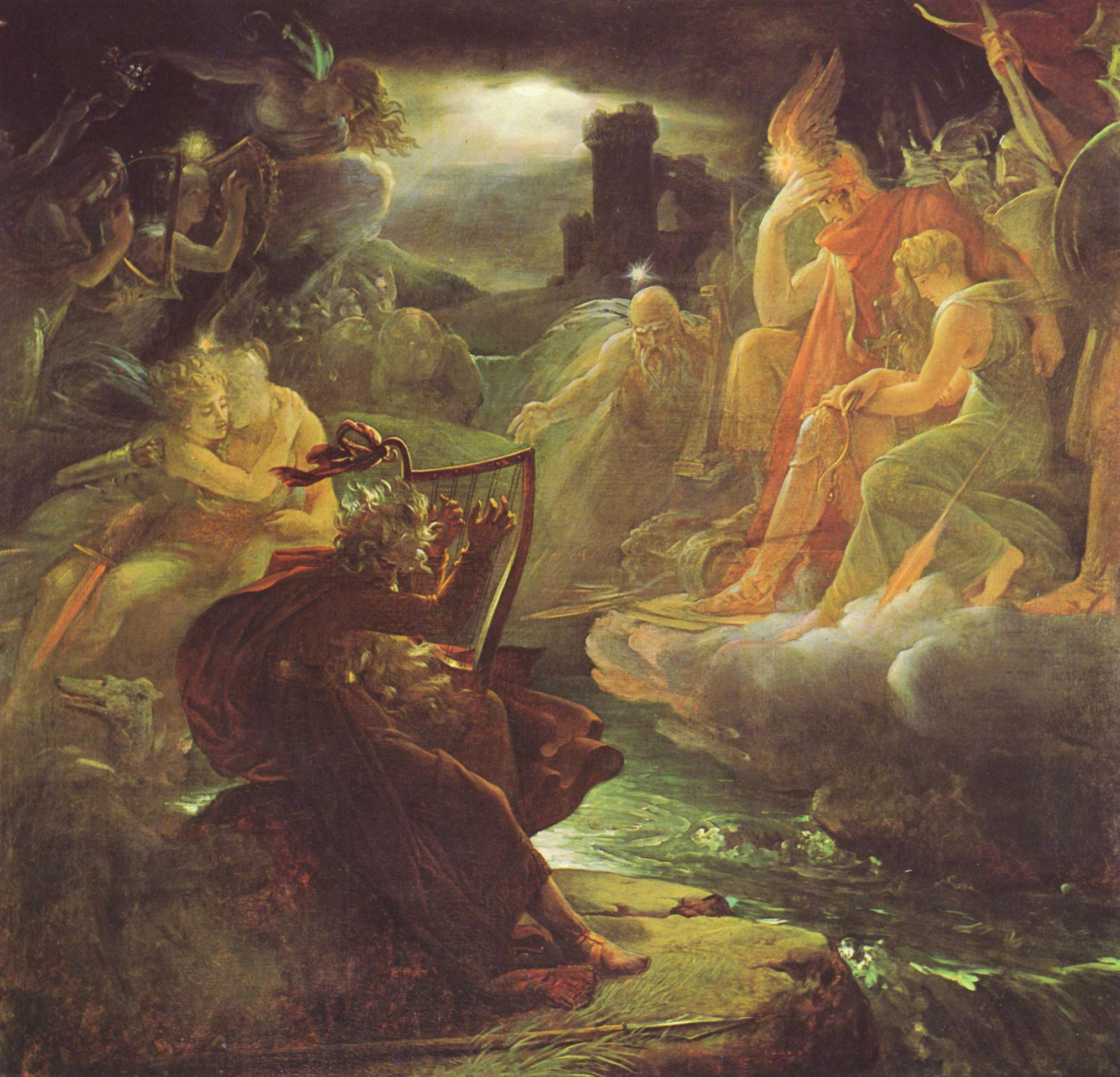
Ossian, por François Gerard (Ossian é um personagem de James Macpherson, baseado em Oisín).

Oisín (Irlandês antigo, pronunciado /ˈɔʃiːnʲ/, ou, grosso modo, "â-chin"), filho de Fionn mac Cumhaill, é um poeta e guerreiro dos fianna no Ciclo Feniano da Mitologia irlandesa. Ele é o narrador de boa parte do ciclo. 
Seu nome significa "pequeno gamo", e a história que se conta é que sua mãe, Sadb, foi transformada em gamo por um druida, Fer Doirich. Quando Fionn estava caçando, capturou-a, mas não a matou, e ela voltou à forma humana. Fionn renunciou às caçadas e lutas para morar com Sadbh, e logo ela engravidou, mas Fer Doirich transformou-a novamente num gamo e ela voltou à natureza. Sete anos depois, Fionn encontrou a criança a qual ela havia dado a luz, nua, em Ben Bulben.
Em outras histórias, Oisín encontra Fionn pela primeira vez quando adulto, e ambos lutam por um porco assado antes de se reconhecerem mutuamente.

## Uso em genética
Bryan Sykes em seu livro Blood of the Isles deu às populações associadas ao haplogrupo R1b o nome de Oisín como se este fosse um patriarca de clã, da mesma forma como havia feito com os haplogrupos mitocondriais em sua obra The Seven Daughters of Eve.

### Em português
- (em português)-Oisín e São Patrício. Acessado em 2 de julho de 2007.